# أنور عدنان صالح
أنور عدنان صالح (بالإندونيسية: Anwar Adnan Saleh)‏ هو سياسي إندونيسي، ولد في 20 أغسطس 1948 في إندونيسيا. حزبياً، نشط في حزب العمال (إندونيسيا).